# Coordonate astronomice
Coordonatele astronomice sunt sisteme de coordonate sferice folosite pentru determinarea poziției stelelor sau a altor obiecte astronomice. Poziția pe sfera cerească se determină fără să se considere distanța până la corpul ceresc, deci se folosesc doar două coordonate asemenea coordonatelor geografice, spre deosebire de sistemul de coordonate polare unde distanța este un al treilea parametru.
Coordonatele astronomice diferă după modul cum se alege suprafața fundamentală. Coordonatele care se definesc față de punctul de observare se numesc locale. Din această categorie fac parte coordonatele astronomice orizontale.
Pentru coordonatele astronomice absolute punctul de origine al sistemului se alege indiferent de poziția observatorului. Acestea sunt coordonatele ecuatorale, ecliptice, galactice și supergalactice.